# Fabián Ruiz
Fabián Ruiz Peña (španělská výslovnost: [faˈβjan rwiθ ˈpeɲa]; * 3. dubna 1996 Los Palacios), jednoduše známý jako Fabián nebo Fabián Ruiz, je španělský profesionální fotbalista, který hraje na pozici středního záložníka za francouzský klub Paris Saint-Germain FC a za španělský národní tým.

## Klubová kariéra

### Real Betis
Fabián se narodil v obci Los Palacios y Villafranca v provincii Seville v Andalusii a do akademie Realu Betis nastoupil v roce 2004, ve věku osmi let. V červenci 2014 se dostal do rezervního týmu, ve kterém debutoval 21. září při domácí prohře 1:4 proti Marbella FC v zápase Segunda División B.
Fabián odehrál svůj první zápas v A-týmu 16. prosince, když v 51. minutě vystřídal Xaviho Torrese v zápase Segunda División proti CD Lugo. V průběhu první sezóny nastoupil do 6 zápasů a pomohl tak týmu k vítězství v lize a k postupu do La Ligy.
Ve španělské nejvyšší soutěži Fabián debutoval 23. srpna 2015, když nastoupil jako náhradník za Alfreda N'Diayeho při domácí remíze 1:1 proti Villarrealu CF.

#### Elche (hostování)
Dne 23. prosince následujícího roku obnovil svou smlouvu v klubu až do roku 2019 a odešel na hostování do druholigového Elche CF. Svůj první profesionální gól vstřelil 17. března 2017, a to v zápase proti Gimnàstic de Tarragona.
Fabián odehrál 18 zápasů, nicméně sestupu týmu nezabránil.

#### Návrat do Betisu
Po návratu se Fabián stal pravidelným členem základní sestavy pod novým trenérem Quique Setiénem a 25. září 2017 vstřelil svůj první gól v nejvyšší soutěži v zápase proti Levante UD. 31. ledna 2018 prodloužil svou smlouvu do roku 2023; nový kontrakt zahrnoval výkupní klauzuli stanovenou na 30 milionů euro.
Dne 30. dubna 2018 Fabián vstřelil vítězný gól Betisu v domácím utkání proti Málaze, zajistil tak týmu kvalifikaci Evropské ligy pro sezónu 2018/19.

### Neapol
Dne 5. července 2018 Fabián přestoupil do SSC Neapol, když italský klub zaplatil výkupní klauzuli ve výši 30 miliónů euro. Záložník v klubu podepsal pětiletou smlouvu. Debutoval 16. září ve zápase základní skupiny Ligy mistrů proti Crvene zvezde. O deset dní později odehrál svůj první zápas Serie A, a to na domácím stadionu Stadio San Paolo vítězství 3:0 nad Parmou.

## Reprezentační kariéra
Ve španělské reprezentaci Fabián debutoval 7. června 2019 v zápase kvalifikace na Euro 2020 proti Faerským ostrovům, když v 74. minutě vystřídal Isca.
Dne 24. května 2021 byl Fabián povolán do Enriqueho týmu na Euro 2020.

## Statistiky

### Klubové
K 23. květnu 2021
| Klub          | Sezóna  | Liga             | Liga   | Liga | Pohár  | Pohár | Evropské poháry | Evropské poháry | Ostatní | Ostatní | Celkem | Celkem |
| Klub          | Sezóna  | Liga             | Zápasy | Góly | Zápasy | Góly  | Zápasy          | Góly            | Zápasy  | Góly    | Zápasy | Góly   |
| ------------- | ------- | ---------------- | ------ | ---- | ------ | ----- | --------------- | --------------- | ------- | ------- | ------ | ------ |
| Real Betis    | 2014/15 | Segunda División | 6      | 0    | 0      | 0     | —               | —               | —       | —       | 6      | 0      |
| Real Betis    | 2015/16 | La Liga          | 12     | 0    | 2      | 0     | —               | —               | —       | —       | 14     | 0      |
| Real Betis    | 2016/17 | La Liga          | 4      | 0    | 1      | 0     | —               | —               | —       | —       | 5      | 0      |
| Real Betis    | 2017/18 | La Liga          | 34     | 3    | 1      | 0     | —               | —               | —       | —       | 35     | 3      |
| Real Betis    | Celkem  | Celkem           | 56     | 3    | 4      | 0     | —               | —               | —       | —       | 60     | 3      |
| Elche (host.) | 2016/17 | Segunda División | 18     | 1    | —      | —     | —               | —               | —       | —       | 18     | 1      |
| Neapol        | 2018/19 | Serie A          | 27     | 5    | 2      | 1     | 11              | 1               | —       | —       | 40     | 7      |
| Neapol        | 2019/20 | Serie A          | 33     | 3    | 5      | 1     | 8               | 0               | —       | —       | 46     | 4      |
| Neapol        | 2020/21 | Serie A          | 33     | 3    | 1      | 0     | 8               | 1               | 0       | 0       | 42     | 4      |
| Neapol        | Celkem  | Celkem           | 93     | 11   | 8      | 2     | 27              | 2               | 0       | 0       | 128    | 15     |
| Celkem        | Celkem  | Celkem           | 167    | 15   | 12     | 2     | 27              | 2               | 0       | 0       | 206    | 19     |

### Reprezentační
K 31. březnu 2021
| Španělsko | Španělsko | Španělsko |
| Rok       | Zápasy    | Góly      |
| --------- | --------- | --------- |
| 2019      | 6         | 1         |
| 2020      | 3         | 0         |
| 2021      | 2         | 0         |
| Celkem    | 11        | 1         |

#### Reprezentační góly
K zápasu odehranému 31. března 2021. Skóre a výsledky Španělska jsou vždy zapisovány jako první
| Gól | Datum              | Místo                                  | Soupeř   | Skóre | Výsledek | Soutěž                   |
| --- | ------------------ | -------------------------------------- | -------- | ----- | -------- | ------------------------ |
| 1.  | 18. listopadu 2019 | Wanda Metropolitano, Madrid, Španělsko | Rumunsko | 1:0   | 5:0      | Kvalifikace na Euro 2020 |

## Ocenění

### Klubová

#### Real Betis
- Segunda División: 2014/15

#### SSC Neapol
- Coppa Italia: 2019/20[15]

### Reprezentační

#### Španělsko U21
- Mistrovství Evropy do 21 let: 2019[16]

### Individuální
- Nejlepší hráč Mistrovství Evropy do 21 let: 2019
- Nejlepší jedenáctka Mistrovství Evropy do 21 let: 2019[17]